# مقاطعة إدغار (إلينوي)
مقاطعة إدغار (بالإنجليزية: Edgar County)‏ هي إحدى المقاطعات في ولاية إلينوي في الولايات المتحدة الأمريكية.

## معرض صور

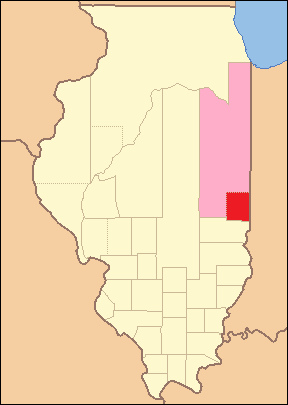
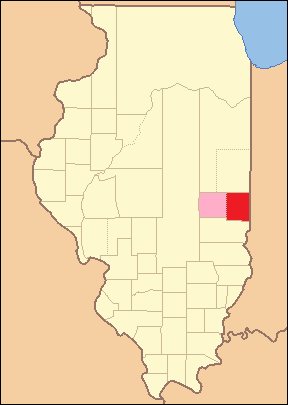
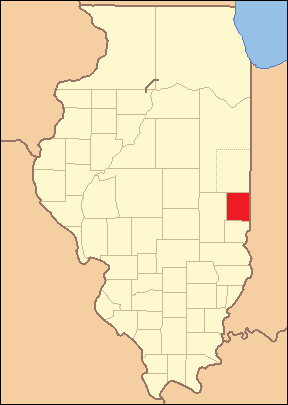
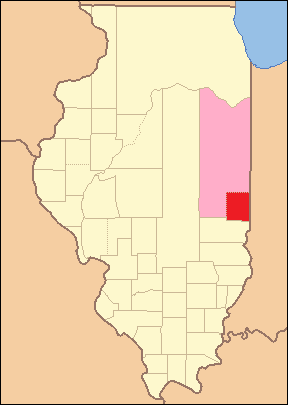

## أعلام
- باسيل بينيت
- كارلوس س. أوغدن